# Thanh Hóa
Thanh Hoa (vietnamita: Thanh Hóa,) è una città (thành phố ) vietnamita, capitale della Provincia di Thanh Hóa nella regione del Bắc Trung Bộ. La città è situata su entrambi i lati del fiume Sông Mã che l'attraversa per la sua intera lunghezza nella pianura di Thanh Hóa. La sola città ricopre un'area di circa 60 km. quadrati. Il clima è abbastanza mite.
Dal punto di vista amministrativo, funge anche da municipalità autonoma, equiparabile a un distretto (huyện). Come distretto, nel 2019 aveva una popolazione di 359.910 abitanti su una superficie di 146,77 km² nella provincia di Thanh Hóa.
A 45 km. ad ovest della città si trova l'aeroporto di Sao Vang.